# Littoraria ianthostoma
Littoraria ianthostoma là một loài ốc biển, là động vật thân mềm chân bụng sống ở biển trong họ Littorinidae.